# Olivastra seggianese
Di probabile origine toscana, l’Olivastra seggianese è una delle cultivar di olivo dalla diffusione più scarsa sul territorio italiano, ma le sue caratteristiche ne hanno facilitato una certa fortuna anche all'estero.

## Storia
Già in antichità l'utilizzo dei frutti di questa cultivar particolare hanno influenzato lo stile vita degli abitanti del territorio. Abbiamo testimonianze risalenti al medioevo e all'epoca etrusca a confermare che già secoli fa si conoscevano alcune delle proprietà benefiche che caratterizzano questo prodotto, che veniva utilizzato come unguento curativo capace di sfiammare irritazioni o altre ferite. Principalmente l'uso del prezioso prodotto non veniva mai impiegato per uso culinario, bensì come olio per il corpo e per l'illuminazione delle lampade, nonché al commercio. Solamente del basso medioevo si inizierà ad utilizzarlo come condimento per cibi.

## Caratteristiche

### La pianta d'olivastra
Le piante di questa cultivar raggiungono dimensioni molto notevoli e sono caratterizzate da rami fruttiferi con comportamento pensile.
Le produzioni sono buone ma soggette ad alternanza. I frutti di piccole dimensioni hanno forma sferoidale e maturano precocemente in modo contemporaneo.
La quantità di olio nelle olive è straordinariamente elevata e di ottime qualità organolettiche.
Pianta rustica resiste molto bene anche alle basse temperature.
La cultivar “Olivastra Seggianese” è una pianta resistente alle basse temperature invernali che ne ha consentito la coltivazione, già in antichità. La pianta autoctona del territorio si sviluppa ad un’altezza compresa tra i 450 e i 650 m s.l.m. sulle pendici del Monte Amiata.
Le piante sono di grandi dimensioni, con chiome imponenti, caratterizzate da elevato vigore vegetativo ancora oggi coltivate in modo tradizionale, con oliva piccola e nocciolo grande, ma caratterizzata da una elevata resa in olio.
Questa varietà è esclusivamente presente in questo areale geografico della Toscana del sud ed è proprio per le caratteristiche di clima, terreno ed esposizione che l'olio ricavato è uno dei migliori in commercio.Grazie all'elevata capacità di adattamento della pianta, già di per sé molto rustica, l’olivastra segginanese è in grado di adattarsi perfettamente al clima, alla altitudine, ed è possibile ricavarne oli con caratteristiche chimiche ed organolettiche diverse e comunque inconfondibili rispetto a qualunque altro olio toscano e italiano.
Infatti a seconda del grado di maturazione delle olive si può ottenere un olio dal fruttato intenso, dal fruttato medio alto.